# تاکتیک سالامی

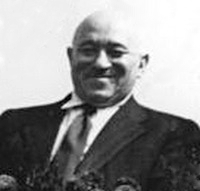
ماتیاش راکوشی

تاکتیک سالامی (انگلیسی: Salami tactics) شیوه‌ای از به‌دست‌آوری قدرت در غلبه بر مخالفان سیاسی با حذف تک به تک آنها است. این تاکتیک در اواخر دههٔ چهل میلادی برای اولین بار توسط ماتیاش راکوشی پس از پیروزی کامل بر احزاب غیرکمونیستی به معنای حذف لایه لایهٔ دشمنان همچون بریدن لایه لایهٔ سالامی به کار برده شد.